# Сентервил (округ Вашингтон, Пенсилванија)
Сентервил (енгл. Centerville, Washington County) град је у америчкој савезној држави Пенсилванија.

## Демографија
По попису из 2010. године број становника је 3.263, што је 127 (-3,7%) становника мање него 2000. године.
| Група             | 2000.         | 2010.         |
| Белци             | 3.343 (98,6%) | 3.121 (95,6%) |
| Афроамериканци    | 6 (0,2%)      | 38 (1,2%)     |
| Азијати           | 7 (0,2%)      | 8 (0,2%)      |
| Хиспаноамериканци | 9 (0,3%)      | 36 (1,1%)     |
| Укупно            | 3.390         | 3.263         |